# Allsvenskan i bandy 1988/1989
Allsvenskan i bandy 1988/1989 var Sveriges högsta division i bandy för herrar säsongen 1988/1989. Norrgruppsvinnaren Västerås SK lyckades vinna svenska mästerskapet efter seger med 7-3 mot södergruppsvinnaren Vetlanda BK i finalmatchen på Söderstadion i Stockholm den 19 mars 1989.

## Förlopp
Skytteligan vanns av Hans Johansson, Västerås SK med 38 fullträffar..

## Seriespelet

### Norrgruppen
Spelades 20 november 1988-11 januari 1989.
| Nr | Lag            | S  | V  | O | F | +/-   | P  |
| -- | -------------- | -- | -- | - | - | ----- | -- |
| 1  | Västerås SK    | 14 | 12 | 1 | 1 | 89-31 | 25 |
| 2  | Selånger SK    | 14 | 8  | 1 | 5 | 59-45 | 17 |
| 3  | Sandvikens AIK | 14 | 6  | 3 | 5 | 52-48 | 15 |
| 4  | Edsbyns IF     | 14 | 5  | 4 | 5 | 40-40 | 14 |
| 5  | Falu BS        | 14 | 7  | 0 | 7 | 50-60 | 14 |
| 6  | IK Sirius      | 14 | 5  | 2 | 7 | 41-45 | 12 |
| 7  | Ljusdals BK    | 14 | 3  | 2 | 9 | 33-57 | 8  |
| 8  | Västanfors IF  | 14 | 2  | 3 | 9 | 46-84 | 7  |

### Södergruppen
Spelades 20 november 1988-11 januari 1989.
| Nr | Lag                | S  | V  | O | F | +/-     | P  |
| -- | ------------------ | -- | -- | - | - | ------- | -- |
| 1  | Vetlanda BK        | 14 | 11 | 3 | 0 | 72-23   | 25 |
| 2  | IFK Motala         | 14 | 7  | 2 | 5 | 51-38   | 16 |
| 3  | Villa Lidköping BK | 14 | 6  | 3 | 5 | 52-39   | 15 |
| 4  | IFK Vänersborg     | 14 | 6  | 2 | 6 | 48-47   | 14 |
| 5  | IF Boltic          | 14 | 6  | 1 | 7 | 39-44   | 13 |
| 6  | Örebro SK          | 14 | 6  | 0 | 8 | 46-51   | 12 |
| 7  | IFK Kungälv        | 14 | 4  | 1 | 9 | 40-68   | 9  |
| 8  | BK Borgia          | 14 | 2  | 4 | 8 | 40 - 78 | 8  |

### Elitserien
Spelades 15 januari-19 februari 1989.
| Nr | Lag                | S | V | O | F | +/-   | P  |
| -- | ------------------ | - | - | - | - | ----- | -- |
| 1  | Västerås SK        | 7 | 5 | 0 | 2 | 28-25 | 10 |
| 2  | Sandvikens AIK     | 7 | 4 | 1 | 2 | 36-30 | 9  |
| 3  | Vetlanda BK        | 7 | 4 | 1 | 2 | 30-25 | 9  |
| 4  | Selånger SK        | 7 | 4 | 0 | 3 | 30-25 | 8  |
| 5  | Edsbyns IF         | 7 | 3 | 1 | 3 | 21-29 | 7  |
| 6  | Villa Lidköping BK | 7 | 2 | 2 | 3 | 25-25 | 6  |
| 7  | IFK Vänersborg     | 7 | 2 | 1 | 4 | 28-32 | 5  |
| 8  | IFK Motala         | 7 | 1 | 0 | 6 | 15-22 | 2  |

### Allsvenska fortsättningsserien
Spelades 15 januari-19 februari 1989.
| Nr | Lag           | S | V | O | F | +/-   | P  |
| -- | ------------- | - | - | - | - | ----- | -- |
| 1  | IFK Kungälv   | 7 | 5 | 1 | 1 | 40-20 | 11 |
| 2  | IF Boltic     | 7 | 4 | 2 | 1 | 28-21 | 10 |
| 3  | IK Sirius     | 7 | 4 | 1 | 2 | 23-15 | 9  |
| 4  | Örebro SK     | 7 | 3 | 2 | 2 | 36-18 | 8  |
| 5  | Falu BS       | 7 | 3 | 2 | 2 | 35-32 | 8  |
| 6  | BK Borgia     | 7 | 2 | 2 | 3 | 19-30 | 6  |
| 7  | Ljusdals BK   | 7 | 1 | 2 | 4 | 20-29 | 4  |
| 8  | Västanfors IF | 7 | 0 | 0 | 7 | 17-53 | 0  |

## Seriematcherna

### Norrgruppen
| - 20 november 1988 Edsbyns IF-Sandvikens AIK 3-3 - 20 november 1988 Falu BS-Ljusdals BK 4-2 - 20 november 1988 Västanfors IF-IK Sirius 3-5 - 20 november 1988 Västerås SK-Selånger SK 4-2 - 27 november 1988 Ljusdal-Västanfors 4-4 - 27 november 1988 Sandviken-Västerås 2-3 - 27 november 1988 Selånger-Falun 10-4 - 27 november 1988 Sirius-Edsbyn 2-2 - 30 november 1988 Edsbyn-Falun 3-4 - 30 november 1988 Selånger-Ljusdal 5-2 - 30 november 1988 Sirius-Sandviken 1-1 - 30 november 1988 Västerås-Västanfors 14-2 - 4 december 1988 Falun-Västerås 1-5 - 4 december 1988 Ljusdal-Sirius 0-3 - 4 december 1988 Sandviken-Selånger 3-2 - 4 december 1988 Västanfors-Edsbyn 2-6 - 7 december 1988 Sandviken-Västanfors 4-4 - 7 december 1988 Ljusdal-Västerås 4-2 - 7 december 1988 Selånger-Edsbyn 3-2 - 7 december 1988 Sirius-Falun 2-4 - 11 december 1988 Edsbyn-Ljusdal 4-6 - 11 december 1988 Falun-Sandviken 2-3 - 11 december 1988 Västanfors-Selånger 5-8 - 11 december 1988 Västerås-Sirius 7-3 - 14 december 1988 Edsbyn-Västerås 2-2 - 14 december 1988 Sandviken-Ljusdal 8-2 - 14 december 1988 Selånger-Sirius 5-2 - 14 december 1988 Västanfors-Falun 9-4 | - 21 december 1988 Falun-Västanfors 6-1 - 21 december 1988 Ljusdal-Sandviken 3-2 - 21 december 1988 Sirius-Selånger 6-4 - 21 december 1988 Västerås-Edsbyn 8-2 - 26 december 1988 Ljusdal-Edsbyn 1-3 - 26 december 1988 Sandviken-Falun 5-3 - 26 december 1988 Selånger-Västanfors 6-2 - 26 december 1988 Sirius-Västerås 1-4 - 28 december 1988 Edsbyn-Selånger 2-2 - 28 december 1988 Falun-Sirius 4-3 - 28 december 1988 Västanfors-Sandviken 2-7 - 28 december 1988 Västerås-Ljusdal 7-1 - 30 december 1988 Ljusdal-Falun 3-4 - 30 december 1988 Sandviken-Edsbyn 1-3 - 30 december 1988 Selånger-Västerås 1-4 - 30 december 1988 Sirius-Västanfors 4-1 - 4 januari 1989 Edsbyn-Sirius 3-1 - 4 januari 1989 Falun-Selånger 6-2 - 4 januari 1989 Västanfors-Ljusdal 4-4 - 4 januari 1989 Västerås-Sandviken 10-4 - 6 januari 1989 Edsbyn-Västanfors 2-4 - 6 januari 1989 Selånger-Sandviken 6-2 - 6 januari 1989 Sirius-Ljusdal 4-0 - 6 januari 1989 Västerås-Falun 9-3 - 11 januari 1989 Falun-Edsbyn 1-3 - 11 januari 1989 Ljusdal-Selånger 1-3 - 11 januari 1989 Sandviken-Sirius 7-4 - 11 januari 1989 Västanfors-Västerås 3-10 |

### Södergruppen
| - 20 november 1988 Borgia BK-IFK Kungälv 3-6 - 20 november 1988 IFK Motala-IFK Vänersborg 4-4 - 20 november 1988 Villa Lidköping BK-Vetlanda BK 3-6 - 24 november 1988 Örebro SK-IF Boltic 5-1 - 27 november 1988 Boltic-Borga 4-5 - 27 november 1988 Kungälv-Villa Lidköping 4-8 - 27 november 1988 Vetlanda-Motala 8-2 - 27 november 1988 Vänersborg-Örebro 8-2 - 30 november 1988 Boltic-Vetlanda 0-4 - 30 november 1988 Borgia-Villa Lidköping 3-3 - 30 november 1988 Motala-Örebro 2-1 - 30 november 1988 Vänersborg-Kungälv 5-2 - 4 december 1988 Kungälv-Boltic 2-3 - 4 december 1988 Vetlanda-Vänersborg 4-1 - 4 december 1988 Villa Lidköping-Motala 3-3 - 4 december 1988 Örebro-Borgia 5-1 - 7 december 1988 Borgia-Vänersborg 2-6 - 7 december 1988 Motala-Kungälv 9-0 - 7 december 1988 Villa Lidköping-Boltic 2-1 - 8 december 1988 Örebro-Vetlanda 1-4 - 11 december 1988 Boltic-Motala 4-1 - 11 december 1988 Kungälv-Örebro 5-1 - 11 december 1988 Vetlanda-Borgia 3-3 - 11 december 1988 Vänersborg-Villa Lidköping 4-3 - 14 december 1988 Borgia-Motala 2-8 - 14 december 1988 Vetlanda-Kungälv 13-0 - 14 december 1988 Vänersborg-Boltic 1-5 - 14 december 1988 Örebro-Villa Lidköping 1-2 | - 21 december 1988 Boltic-Vänersborg 4-5 - 21 december 1988 Motala-Borgia 5-1 - 21 december 1988 Kungälv-Vetlanda 3-7 - 21 december 1988 Villa Lidköping-Örebro 4-0 - 26 december 1988 Borgia-Vetlanda 4-4 - 26 december 1988 Motala-Boltic 1-4 - 26 december 1988 Villa Lidköping-Vänersborg 2-5 - 26 december 1988 Örebro-Kungälv 6-4 - 28 december 1988 Boltic-Villa Lidköping 4-2 - 28 december 1988 Kungälv-Motala 1-4 - 28 december 1988 Vetlanda-Örebro 5-2 - 28 december 1988 Vänersborg-Borgia 4-6 - 30 december 1988 Borgia-Boltic 3-3 - 30 december 1988 Motala-Vetlanda 1-2 - 30 december 1988 Villa Lidköping-Kungälv 2-2 - 30 december 1988 Örebro-Vänersborg 5-2 - 4 januari 1989 Boltic-Örebro 3-6 - 4 januari 1989 Kungälv-Borgia 7-3 - 4 januari 1989 Vetlanda-Villa Lidköping 4-1 - 4 januari 1989 Vänersborg-Motala 0-3 - 6 januari 1989 Boltic-Kungälv 3-1 - 6 januari 1989 Borgia-Örebro 3-7 - 6 januari 1989 Motala-Villa Lidköping 1-4 - 6 januari 1989 Vänersborg-Vetlanda 2-2 - 11 januari 1989 Kungälv-Vänersborg 3-1 - 11 januari 1989 Vetlanda-Boltic 6-0 - 11 januari 1989 Villa Lidköping-Borgia 13-1 - 11 januari 1989 Örebro-Motala 4-7 |

### Elitserien
| - 15 januari 1989 Selånger SK-Villa Lidköping BK 3-1 - 15 januari 1989 Vetlanda BK-Edsbyns IF 7-2 - 15 januari 1989 IFK Vänersborg-Sandvikens AIK 3-7 - 15 januari 1989 Västerås SK-IFK Motala 4-2 - 22 januari 1989 Edsbyn-Vänersborg 3-1 - 22 januari 1989 Motala-Selånger 0-3 - 22 januari 1989 Sandviken-Vetlanda 7-5 - 22 januari 1989 Villa Lidköping-Västerås 2-3 - 25 januari 1989 Edsbyn-Sandviken 5-5 - 25 januari 1989 Vetlanda-Villa Lidköping 4-4 - 25 januari 1989 Vänersborg-Motala 3-2 - 25 januari 1989 Västerås-Selånger 6-4 - 8 februari 1989 Motala-Veltlanda 1-3 - 8 februari 1989 Sandviken-Västerås 6-3 - 8 februari 1989 Selånger-Edsbyn 3-4 - 8 februari 1989 Villa Lidköping-Vänersborg 6-6 | - 10 februari 1989 Selånger-Sandviken 6-4 - 12 februari 1989 Motala-Villa Lidköping 2-4 - 12 februari 1989 Vetlanda-Vänersborg 4-3 - 12 februari 1989 Västerås-Edsbyn 5-2 - 15 februari 1989 Edsbyn-Villa Lidköping 4-3 - 15 februari 1989 Vetlanda-Västerås 4-1 - 15 februari 1989 Sandviken-Motala 4-3 - 15 februari 1989 Vänersborg-Selånger 7-4 - 19 februari 1989 Motala-Edsbyn 5-1 - 19 februari 1989 Selånger-Vetlanda 7-3 - 19 februari 1989 Villa Lidköping-Sandviken 5-3 - 19 februari 1989 Västerås-Vänersborg 6-5 |

### Allsvenska fortsättningsserien
| - 15 januari 1989 IF Boltic-Västanfors IF 7-2 - 15 januari 1989 Borgia BK-Ljusdals BK 4-3 - 15 januari 1989 Falu BS-Örebro SK 4-6 - 15 januari 1989 IK Sirius-IFK Kungälv 2-5 - 22 januari 1989 Kungälv-Falun 9-3 - 22 januari 1989 Ljusdal-Boltic 3-5 - 22 januari 1989 Västanfors-Borgia 1-3 - 22 januari 1989 Örebro-Sirius 1-4 - 25 januari 1989 Boltic-Kungälv 5-4 - 25 januari 1989 Borgia-Örebro 1-6 - 25 januari 1989 Falun-Sirius 3-1 - 25 januari 1989 Västanfors-Ljusdal 2-5 - 8 februari 1989 Kungälv-Borgia 4-2 - 8 februari 1989 Ljusdal-Falun 2-2 - 8 februari 1989 Sirius-Västanfors 5-2 - 8 februari 1989 Örebro-Boltic 3-5 | - 12 februari 1989 Boltic-Borgia 2-2 - 12 februari 1989 Falun-Västanfors 8-6 - 12 februari 1989 Sirius-Ljusdal 5-1 - 12 februari 1989 Örebro-Kungälv 1-1 - 15 februari 1989 Boltic-Falun 4-4 - 15 februari 1989 Borgia-Sirius 3-3 - 15 februari 1989 Ljusdal-Örebro 2-2 - 15 februari 1989 Västanfors-Kungälv 3-8 - 19 februari 1989 Falun-Borgia 11-4 - 19 februari 1989 Kungälv-Ljusdal 9-4 - 19 februari 1989 Sirius-Boltic 3-0 - 19 februari 1989 Örebro-Västanfors 17-1 |

## Slutspel om svenska mästerskapet 1989

### Åttondelsfinaler (UEFA:s cupmodell)
- 22 februari 1989: IFK Kungälv-IFK Motala 4-3
- 22 februari 1989: IF Boltic-IFK Vänersborg 3-3

- 24 februari 1989: IFK Motala-IFK Kungälv 5-3 (IFK Motala vidare)
- 24 februari 1989: IFK Vänersborg-IF Boltic 4-2 (IFK Vänersborg vidare)

### Kvartsfinaler (bäst av fem matcher)
- 26 februari 1989: Västerås SK-IFK Motala 3-0
- 26 februari 1989: Selånger SK-Villa Lidköping BK 5-2
- 26 februari 1989: Sandvikens AIK-IFK Vänersborg 6-4
- 26 februari 1989: Vetlanda BK-Edsbyns IF 4-3

- 1 mars 1989: IFK Motala-Västerås SK 2-3
- 1 mars 1989: Villa Lidköping BK-Selånger SK 5-1
- 1 mars 1989: IFK Vänersborg-Sandvikens AIK 4-2
- 1 mars 1989: Edsbyns IF-Vetlanda BK 6-4

- 3 mars 1989: Västerås SK-IFK Motala 2-5
- 3 mars 1989: Selånger SK-Villa Lidköping BK 1-0
- 3 mars 1989: Sandvikens AIK-IFK Vänersborg 6-1
- 3 mars 1989: Vetlanda BK-Edsbyns IF 3-1

- 5 mars 1989: IFK Motala-Västerås SK 1-2 (Västerås SK vidare med 3-1 i matcher)
- 5 mars 1989: Villa Lidköping BK-Selånger SK 4-3
- 5 mars 1989: IFK Vänersborg-Sandvikens AIK 2-6 (Sandvikens AIK vidare med 3-1 i matcher)
- 5 mars 1989: Edsbyns IF-Vetlanda BK 1-4 (Vetlanda BK vidare med 3-1 i matcher)

- 7 mars 1989: Selånger SK-Villa Lidköping BK 5-3 (Selånger SK vidare med 3-2 i matcher)

### Semifinaler (bäst av tre matcher)
- 10 mars 1989: Västerås SK-Selånger SK 7-1
- 10 mars 1989: Vetlanda BK-Sandvikens AIK 7-1

- 12 mars 1989: Selånger SK-Västerås SK 2-5 (Västerås SK vidare med 2-0 i matcher)
- 12 mars 1989: Sandvikens AIK-Vetlanda BK 1-3 (Vetlanda BK vidare med 2-0 i matcher)

### Final
- 19 mars 1989: Västerås SK-Vetlanda BK 7-3 (Söderstadion, Stockholm)